# فورگلتیهورن
فورگلتیهورن (به لاتین: Furggeltihorn) یک کوه در سوئیس است که در کانتون گراوبوندن واقع شده‌است. فورگلتیهورن ۳٬۰۴۳ متر بالاتر از سطح دریا واقع شده‌است.